# یان‌بلاغ
یان بلاغ (میانه)، روستایی از توابع بخش کاغذکنان شهرستان میانه در استان آذربایجان شرقی ایران است.

## جمعیت
این روستا در دهستان کاغذکنان شمالی قرار دارد و براساس سرشماری مرکز آمار ایران در سال ۱۳۸۵، جمعیت آن ۳۱۸ نفر (۹۰خانوار) بوده‌است.